# Brezolles
Brezolles je naselje in občina v srednjem francoskem departmaju Eure-et-Loir regije Center. Naselje je leta 2008 imelo 1.674 prebivalcev.

## Geografija
Kraj leži v pokrajini Île-de-France ob reki Meuvette, 43 km severozahodno od Chartresa.

## Uprava
Brezolles je sedež istoimenskega kantona, v katerega so poleg njegove vključene še občine Beauche, Bérou-la-Mulotière, Châtaincourt, Les Châtelets, Crucey-Villages, Dampierre-sur-Avre, Escorpain, Fessanvilliers-Mattanvilliers, Laons, La Mancelière, Montigny-sur-Avre, Prudemanche, Revercourt, Rueil-la-Gadelière, Saint-Lubin-de-Cravant, Saint-Lubin-des-Joncherets in Saint-Rémy-sur-Avre s 13.864 prebivalci.
Kanton Brezolles je sestavni del okrožja Dreux.